# 斯特羅伊內
斯特羅伊内（烏克蘭語：Стройне），是烏克蘭西部外喀爾巴阡州穆卡切沃區斯瓦利亚瓦市镇内的村落，距離斯瓦利亚瓦4公里，始建於1430年，面積1.94平方公里，海拔高度304米。
48°31′27″N 23°2′12″E / 48.52417°N 23.03667°E